# 布鲁安
布鲁安（法語：Brouains，法語發音：[bʁuɛ̃]）是法国芒什省的一个市镇，属于阿夫朗什区。

## 地理
布鲁安（48°43'17"N, 0°58'4"W）面积3.79 平方千米，位于法国诺曼底大区芒什省，该省份为法国西北部沿海省份，西、北、东北三面环大西洋，东起顺时针与卡爾瓦多斯省、奧恩省、马耶讷省和伊勒-维莱讷省接壤。
与布鲁安接壤的市镇（或旧市镇、城区）包括：博菲塞勒、佩里耶昂博菲塞勒、瑞维尼莱瓦莱、苏尔德瓦勒。

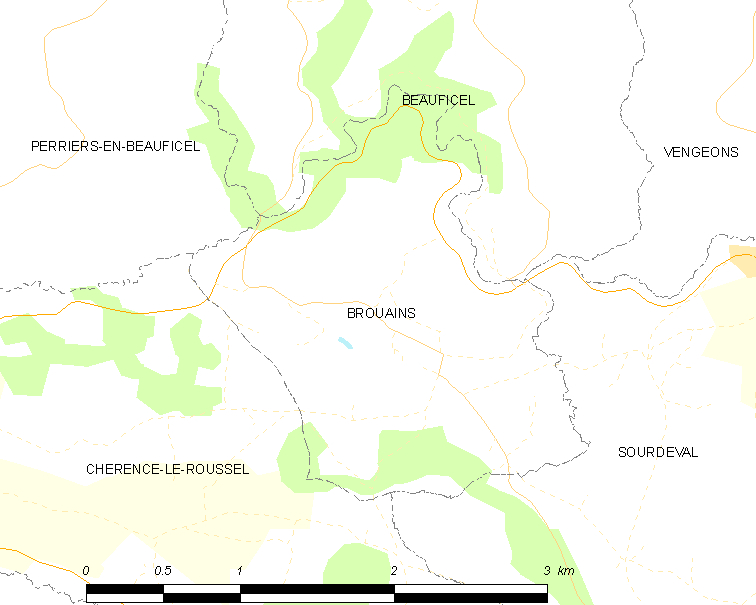
布鲁安的OSM定位图

布鲁安的时区为UTC+01:00、UTC+02:00（夏令时）。

## 行政
布鲁安的邮政编码为50150，INSEE市镇编码为50088。

## 政治
布鲁安所属的省级选区为勒莫尔泰奈县。

## 人口

1962-2008年间布鲁安人口变化图示

布鲁安于2022年1月1日时的人口数量为140人。